# Wahnsinn ohne Handicap
Wahnsinn ohne Handicap (Originaltitel: Caddyshack) ist eine US-amerikanische Filmkomödie von Harold Ramis aus dem Jahr 1980.

## Handlung
Im Mittelpunkt der Handlung steht der exklusive Bushwood Country Club, in dem man sich dem Golfspiel widmet. Der dort als Caddy beschäftigte Danny Noonan will aufs College gehen, seine in armen Verhältnissen lebende, kinderreiche Familie hat jedoch kein Geld dafür.
Obwohl Danny normalerweise als Caddy für den talentierten Golfer und freigeistigen Playboy Ty Webb arbeitet, meldet er sich freiwillig als Caddy für den arroganten Richter Elihu Smails, den Leiter des Caddy-College-Stipendienprogramms.
Der Richter stellt Danny ein Stipendium in Aussicht, wenn er das Caddy-Turnier gewinnt. Dies gelingt ihm, worauf der Richter ihn im Anschluss auf eine Bootseinweihungsparty und damit in eine vermeintlich bessere Gesellschaft einlädt. Während der Party konsumieren die Kinder der Reichen mehrfach Drogen und laden auch Danny dazu ein. In der Folge schläft Danny mit Lacey Underall, einer Nichte des Richters; die beiden werden jedoch vom Richter entdeckt und dieser verfolgt Danny mit einem Golfschläger. 
Danny schläft im Laufe der Geschehnisse auch mit seiner Kollegin Maggie O’Hooligan. Während Danny die Nacht auf dem Golfplatz verbringt, offenbart ihm Maggie, dass sie ein Kind von ihm erwartet.
Unterdessen versucht der psychisch leicht instabile Platzwart Carl Spackler, eine unter dem Golfplatz marodierende Taschenratte (im Film Gopher genannt) mit extremen Methoden zur Strecke zu bringen. Nach diversen erfolglosen Maßnahmen versucht er es zuletzt auch mit Plastiksprengstoff.
Der neureiche und scheinbar ungehobelte Immobilienunternehmer Al Czervik beleidigt während eines Dinners den Richter und seine Frau.
Es kommt zu einem Golfspiel zweier Teams; dem ersten gehören Al Czervik und Ty Webb an, dem zweiten Richter Smails und Dr. Pieper. Obgleich in Bushwood offiziell verboten, wird um sehr viel Geld gespielt. Das Team Webb/Czervik droht zu verlieren, dennoch erhöht Czervik den Einsatz. Anschließend täuscht er eine Verletzung vor und bittet Danny, der als Caddy des Richters dabei ist, für ihn einzuspringen.
In diesem Moment muss Danny sich zwischen dem Angebot Czerviks („Wenn Du gewinnst, kriegst Du Halb-Jerusalem und 'ne Prinzessin.“) und der zweifelhaften Gunst des Richters und dem damit sicher geglaubten Stipendium entscheiden.
Da Danny mittlerweile die Verlogenheit der sogenannten besseren Gesellschaft erkannt hat und der Richter ihm von Grund auf unsympathisch ist, entscheidet er sich zu spielen. Selbstverständlich zieht er den Zorn des Richters („Dann darfst Du nie mehr meine Tasche tragen.“) auf sich, was ihn jedoch nicht mehr stört.
Im Verlauf des Spiels kann Danny den Abstand verkürzen und hat mit dem letzten Schlag die Möglichkeit, das Spiel zu gewinnen. Der Ball bleibt an der Lochkante hängen. Der Richter und der Doktor feiern bereits ihren vermeintlichen Sieg.
Plötzlich erzittert die Golffläche unter einer Serie von Explosionen, initiiert von Carl Spackler mit dem Zweck, den Gopher endgültig zur Strecke zu bringen. Die Erschütterung des Bodens hat zur Folge, dass der Ball doch noch ins Loch rollt, worauf dem Team Czervik/Webb der Sieg zugesprochen wird.
Im Abspann ist zu sehen, dass der Gopher mit leichten Blessuren überlebt hat.

## Kritiken
Der Film stieß bei englischsprachigen Kritikern auf ein überwiegend positives Echo. Basierend auf der Auswertung von 61 Kritiken wird auf Rotten Tomatoes eine Zustimmungsquote von 72 % ausgewiesen.
Vincent Canby schrieb in der New York Times vom 25. Juli 1980, dass der Film wie ein Fernsehfilm wirke. Die Darstellung von Bill Murray wirke unglaubwürdig, aber der Zuschauer könne seine Bemühungen anerkennen.

„Ohne nennenswerte Handlung mischt der Film Elemente des Nonsens-Humors mit Zügen der Teenager-Komödie zu einer nur gelegentlich amüsanten Unterhaltung.“

„Eine erbarmungslose Kampfansage an den guten Geschmack. Fazit: Respektlose Attacke auf die ‚feine Lebensart‘.“

## Hintergrund
Der Film wurde in Florida gedreht. Seine Produktionskosten betrugen schätzungsweise 6 Millionen US-Dollar. Der Film spielte in den Kinos der USA ca. 39,8 Millionen US-Dollar ein.
Im Jahr 1988 wurde die Fortsetzung Caddyshack II produziert.